# Scelolophia uniformata
Scelolophia uniformata là một loài bướm đêm trong họ Geometridae.